# Parahypopta caestrum
Parahypopta caestrum är en fjärilsart som beskrevs av Jacob Hübner 1804. Parahypopta caestrum ingår i släktet Parahypopta och familjen träfjärilar. Inga underarter finns listade i Catalogue of Life.